# Kanban

Els sistemes Kanban, combinats amb eines de programació úniques, redueixen dràsticament els nivells d'inventari, augmenten els torns, milloren les relacions proveïdor/client i milloren la precisió dels horaris de fabricació. Kanban alinea els nivells d'inventari amb el consum real; s'envia un senyal per produir i lliurar un nou enviament quan es consumeix material. Aquests senyals es fan un seguiment durant el cicle de reposició i aporten una visibilitat extraordinària als proveïdors i compradors.

Kanban (japonès: カンバン i xinès: 看板, que significa rètol o cartell publicitari) és un sistema de programació per a la fabricació ajustada (també anomenada fabricació just-in-time, abreujat JIT). Taiichi Ohno, enginyer industrial de Toyota, va desenvolupar kanban per millorar l'eficiència de fabricació. El sistema pren el nom de les targetes que fan el seguiment de la producció dins d'una fàbrica. Kanban també es coneix com el sistema de plaques de Toyota a la indústria de l'automòbil.
En kanban, les àrees problemàtiques es destaquen mesurant el temps de lliurament i el temps de cicle del procés complet i els passos del procés. Un dels principals avantatges del kanban és establir un límit superior per a l'inventari de treball en procés (normalment conegut com a "WIP") per evitar l'excés de capacitat. Existeixen altres sistemes amb efecte similar, per exemple CONWIP. Un estudi sistemàtic de diverses configuracions de sistemes kanban, com el kanban generalitzat o la targeta d'autorització de producció (PAC) i el kanban estès, dels quals CONWIP és un cas especial important, es pot trobar a Tayur (1993). ), i més recentment Liberopoulos i Dallery (2000), entre altres articles.
Un objectiu del sistema kanban és limitar l'acumulació d'excés d'inventari en qualsevol moment de la producció. S'estableixen límits al nombre d'articles que esperen als punts de subministrament i després es redueixen a mesura que s'identifiquen i eliminen les ineficiències. Sempre que se superi un límit, això apunta a una ineficiència que s'hauria d'abordar.

## Orígens

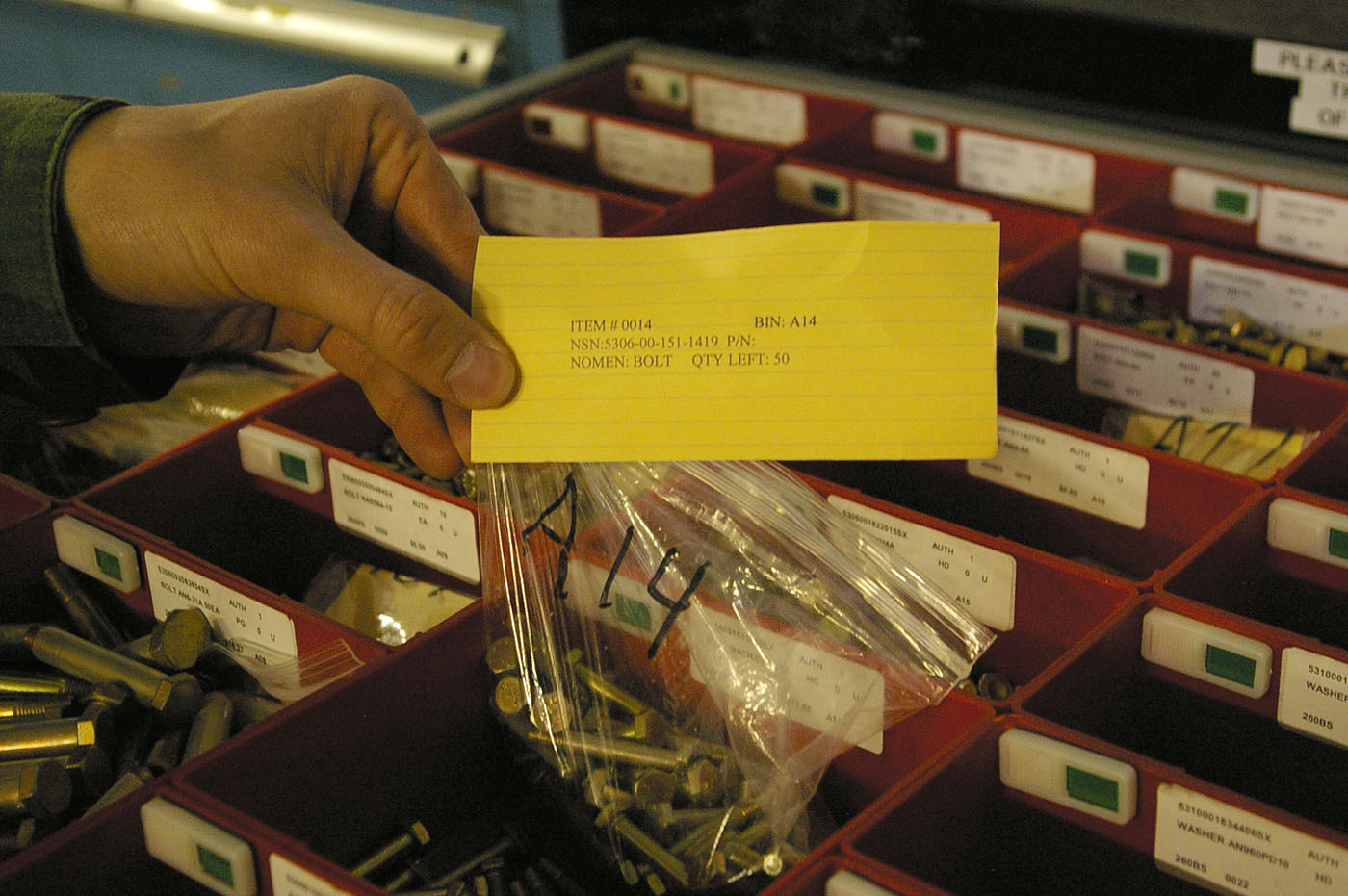
Una targeta Kanban juntament amb la bossa de cargols a què fa referència.

El sistema s'origina a partir del sistema de senyalització visual de reposició d'estocs més senzill, una caixa buida. Aquest es va desenvolupar per primera vegada a les fàbriques del Regne Unit que produïen Spitfires durant la Segona Guerra Mundial, i es coneixia com el "sistema de dos contenidors". A finals de la dècada de 1940, Toyota va començar a estudiar supermercats amb la idea d'aplicar tècniques d'emmagatzematge de prestatgeries al sòl de la fàbrica. En un supermercat, els clients generalment recuperen el que necessiten en el moment requerit, ni més ni menys. A més, el supermercat només emmagatzema allò que espera vendre en un temps determinat, i els clients només prenen allò que necessiten, perquè el futur subministrament està assegurat. Aquesta observació va portar a Toyota a veure un procés com un client d'un o més processos precedents i a veure els processos anteriors com una mena de botiga.

## Operació
Toyota ha formulat sis regles per a l'aplicació del kanban:
1. Cada procés emet peticions (kanban) als seus proveïdors quan consumeix els seus subministraments.
2. Cada procés produeix segons la quantitat i la seqüència de peticions entrants.
3. No es fa ni es transporta cap article sense sol·licitud.
4. La sol·licitud associada a un element sempre s'hi adjunta.
5. Els processos no han d'enviar articles defectuosos, per garantir que els productes acabats estiguin lliures de defectes.
6. Limitar el nombre de sol·licituds pendents fa que el procés sigui més sensible i revela ineficiències.